# アゼルバイジャン時間
アゼルバイジャンではUTC+4の標準時が使用されている。以前は夏時間を採用していたが2016年に廃止された。夏時間はUTC+5が使用されていて、実施期間は3月の最終日曜日から10月の最終日曜日までであった。

## IANAのTime Zone Database
IANAのTime Zone Databaseには、アゼルバイジャンの標準時が1つ含まれている。
| 国コード | 座標        | 時間帯ID  | 注釈 | 協定世界時との差 | 夏時間 | 備考 |
| -------- | ----------- | --------- | ---- | ---------------- | ------ | ---- |
| AZ       | +4023+04951 | Asia/Baku |      | +04:00           | +04:00 |      |